# Ruine Pillnitz

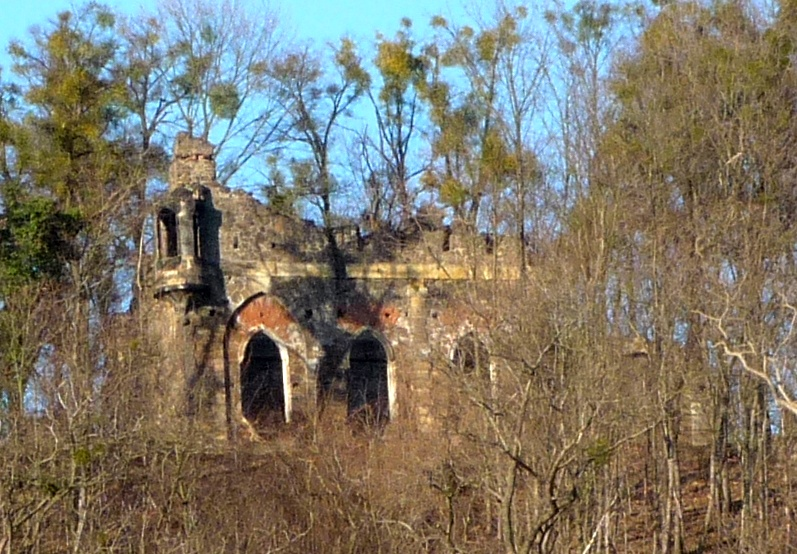
Die künstliche Ruine, vom Schloss Pillnitz aus gesehen

Die auch als gotische Ruine bezeichnete künstliche Ruine steht auf einer auch  Schlossberg genannten Anhöhe  unweit des Pillnitzer Schlosses, die sich über dem Friedrichsgrund erhebt und in  Dresden-Pillnitz liegt. Die Ruine wurde 1785 im Stil der Neogotik am Standort einer früheren  mittelalterlichen Wehranlage erbaut. Als Sinnbild für die Vergänglichkeit alles Irdischen steht sie im starken Kontrast zum unweit gelegenen freundlichen Ensemble des als Lustschloss und Sommerresidenz für den Dresdener Hof erbauten  Pillnitzer Schlosses.

## Geschichte

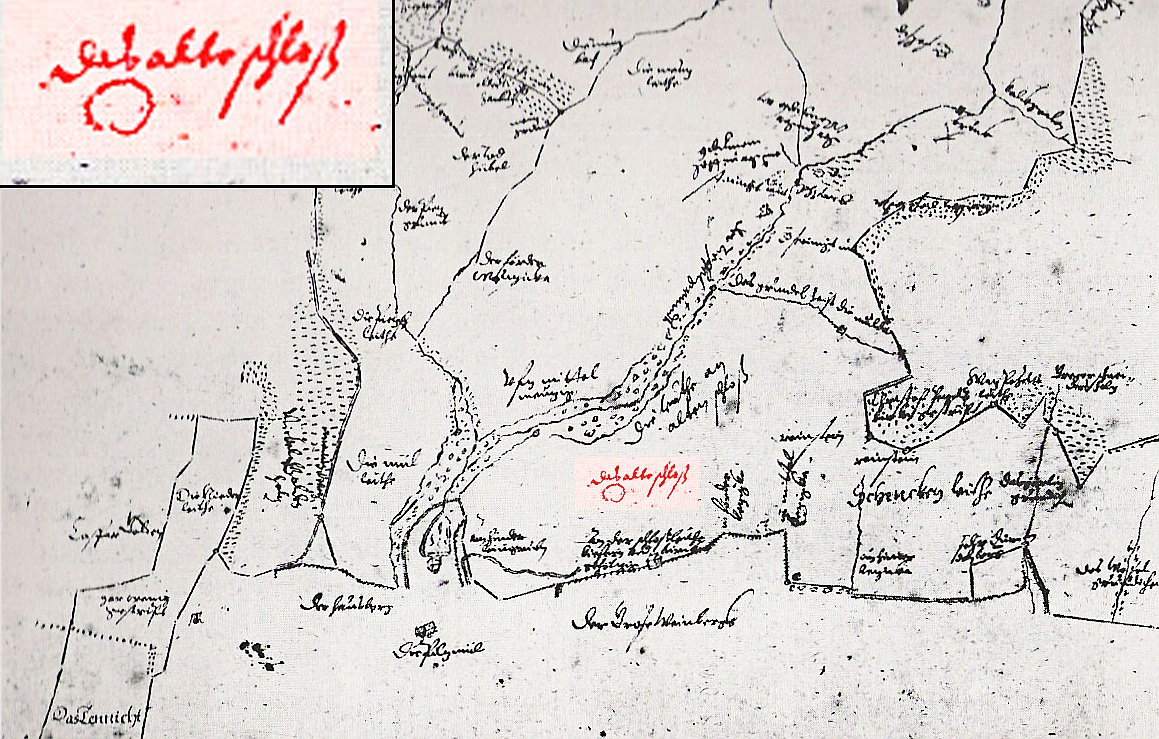
Vermessungsblatt von 1600 mit dem alten Schloss

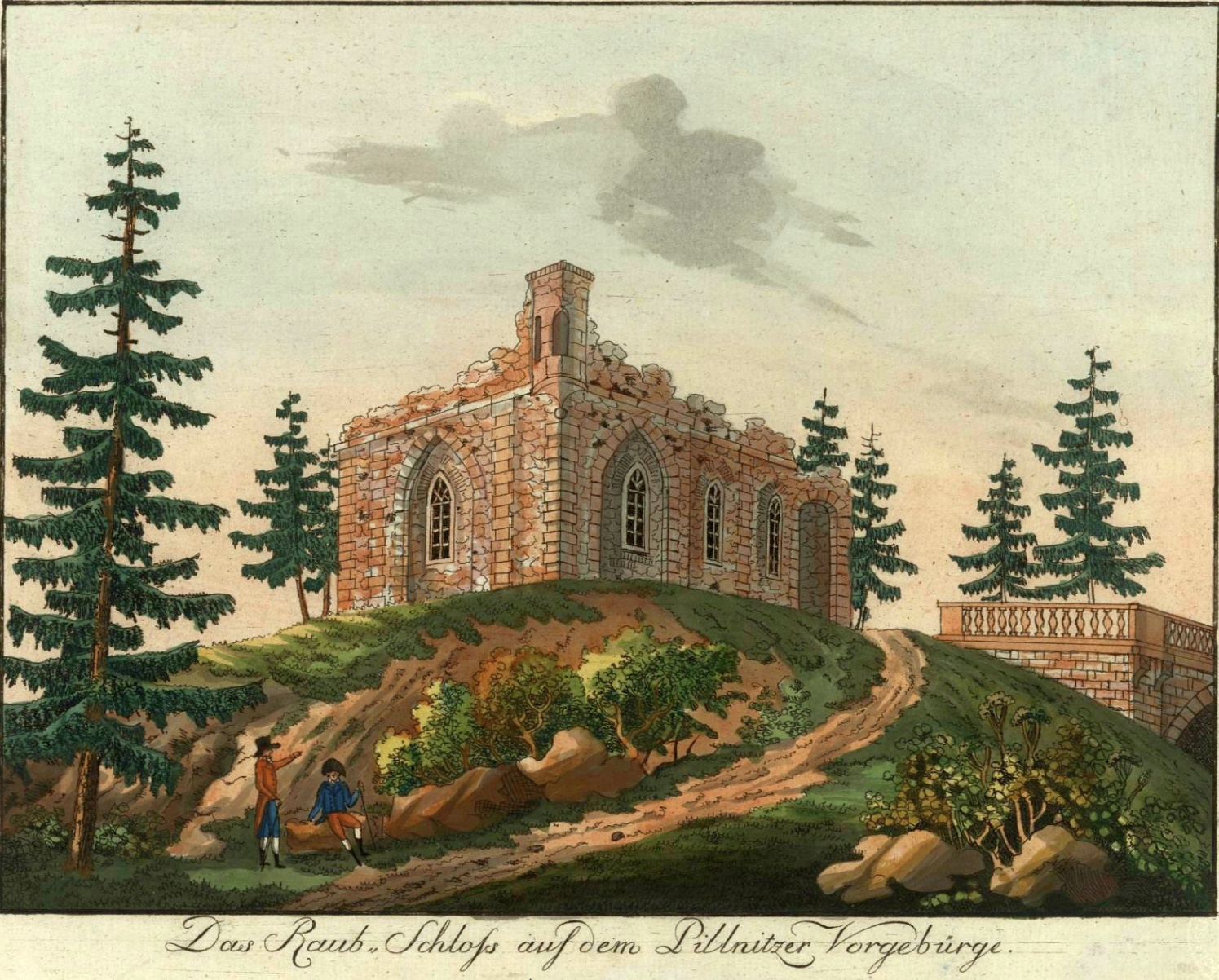
Die Ruine um 1800

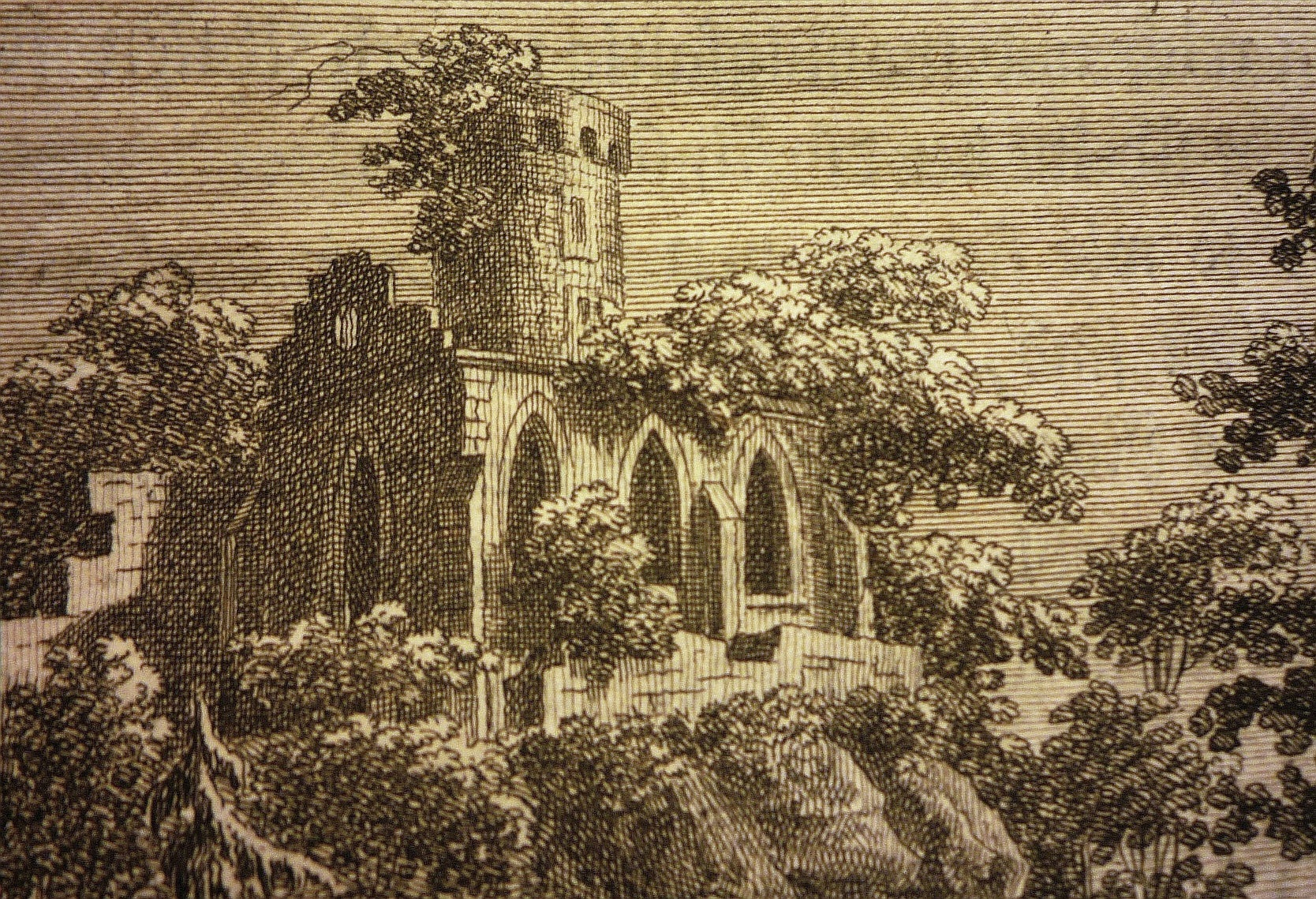
Fiktive Ruine nach Ch. F. Schuricht

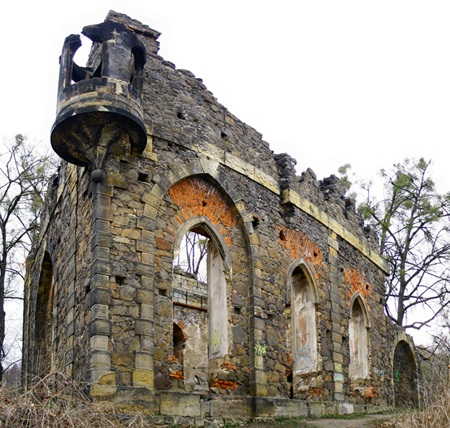
Südwestliche Seite der Ruine mit Runderker

In einer Schenkungsurkunde des Markgrafen Wilhelm von Meißen von 1403 werden zwei burgähnliche Herrensitze, ein unterer und ein oberer, im Pillnitzer Gebiet erwähnt. Ersterer lag unterhalb einer ala Schlossberg bezeichneten Anhöhe und ging später in den Vorgänger des heutigen Schlosses Pillnitz über. Der obere Herrensitz befand sich laut einem Vermessungsblatt von 1600 auf dem Schlossberg an der Stelle der späteren künstlichen Ruine, bezeichnet als „das alte schloß“.
Bis zum Ende des 18. Jahrhunderts blieb das Gebiet nördlich des Schlosses Pillnitz baulich unangetastet. Das änderte sich 1780, als der Friedrichsgrund als Wandergebiet des Kurfürsten und späteren ersten Königs von Sachsen, Friedrich August III., ausgebaut wurde. Zum Abschluss dieser Arbeiten errichtete man, höchstwahrscheinlich unter Leitung von Johann Daniel Schade, die Ruine im Stil der Neogotik. Beim Bau des „gotischen Ruins“ wurden möglicherweise Teile des alten Schlosses verwendet und somit eine bewusste Verbindung zu dieser ehemaligen mittelalterlichen Wehranlage geschaffen. Der Bau erfolgte streng nach den Vorgaben des Gartentheoretikers Christian Cay Lorenz Hirschfeld, welcher die Errichtung sowie die zu verwendenden Formelemente einer solchen neogotischen Ruine in seiner 1780 erschienenen Theorie der Gartenkunst beschrieben hatte. Danach sollte eine künstliche Ruine stets die Wirkung von wirklicher, ehemals genutzter und vom Menschen verlassener Architektur erzielen. Auch empfiehlt er, „diese gothischen Ruinen … sehr weislich am Rande der größten Anhöhe des ganzen Landsitzes“ anzubringen, denn „man hat von hier eine gränzenlose Aussicht…“. Ein darüber hinaus in Hirschfeld's Werk enthaltener Kupferstich des Dresdner Architekten Christian Friedrich Schuricht zeigt eine fiktive Ruinenarchitektur, die bis auf den Turm nahezu identisch mit dem Pillnitzer Bau ist.
Die Ruine diente dem naturliebenden Kurfürsten und seinem Gefolge als Wanderziel, wo man dank einer eingebauten Küche Speisen und Getränke zubereiten konnte. Gespeist wurde im damals noch überdachten Saal der Ruine. Eine weitere Nutzung erfolgte bei Abendveranstaltungen. Ein offener Kamin diente zur Beheizung des Saals. Er funktioniert auch heute noch.
Die Arbeiten auf dem Schlossberg, nun öfter auch Ruinenberg genannt, waren um 1790 beendet. Nochmalige bauliche Veränderungen gab es lediglich im Jahr 1872. Damals wurde eine Ehrensäule anlässlich des 50. Ehejubiläums des sächsischen Königs Johann und seiner Gemahlin Amalie Auguste wenige Meter von der neogotischen Ruine entfernt errichtet.
Bis 1918 nutzten Angehörige des Hauses Wettin das Areal. Der Schlossberg, welcher stets öffentlich zugänglich war, blieb auch danach ein beliebtes Wanderziel.
2018 und 2019 erfolgte eine grundlegende Sicherung und Instandsetzung. Zudem wurde eine Aussichtsplattform mit Spindeltreppe an der Rückseite errichtet. Dies wurde aus Steuergeldern in Höhe von 450.000 Euro finanziert.

## Aufbau

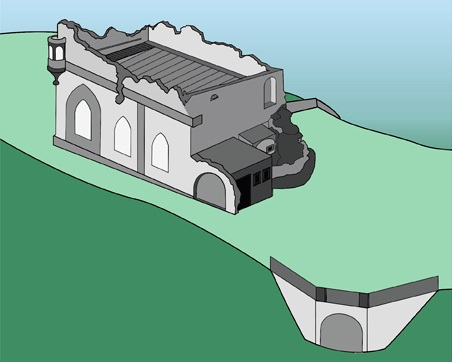
Isometrische Darstellung der Ruine und des Plateaus um 1790

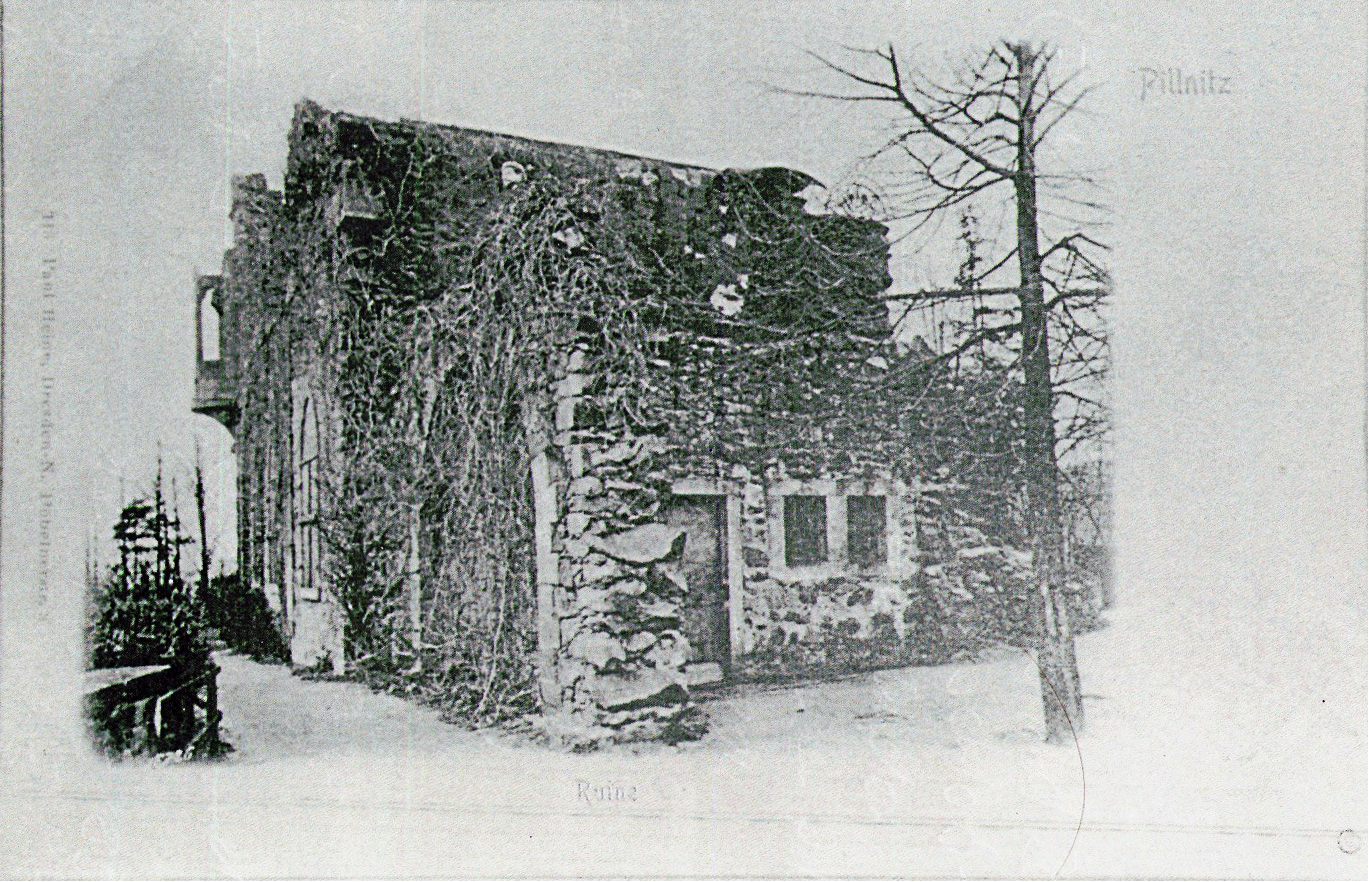
Foto von 1918 mit Ansicht der Küche

Der orthogonale Grundriss der Ruine ist etwa elf Meter lang und ungefähr acht Meter breit. Der Bau ruht auf einem Sockelpodest unmittelbar am Rand des südwestlichen Berghangs. An der östlichen Ecke der Fassade sind Fragmente eines Turmsockels angedeutet, an der westlichen Ecke befindet sich ein Runderker. Als Baumaterial fand Bruchstein Verwendung, daneben auch Ziegelsteine und Sandsteinquader. Die dem Schloss Pillnitz zugewandte südwestliche Schauseite, die ganzjährig sichtbar ist, wird durch drei spitzbogige Wandöffnungen durchbrochen.
Der Innenraum, oft als Saal bezeichnet, misst etwa zehneinhalb Meter in der Länge und ungefähr sieben Meter in der Breite. Dieser ehemals bedachte Raum diente als Speisesaal und war im Zopfstil ausgestaltet. Neben einem Empirekamin gehörten zu ihm auch diverse Möbelstücke, um die sommerlichen Aufenthalte des Kurfürsten angenehm zu gestalten.
Der runde Eckerker, der einen circa eineinhalb Meter weiten Durchmesser und eine Höhe von vier Metern besitzt, war einstmals durch eine dreistufige Treppe über das ehemalige Dach der Ruine begehbar. An der südöstlichen Wand des Innenraums findet sich mittig ein Kamin, welcher rechterhand von einer scheitrechten Bogenöffnung und linkerhand von einer rundbogigen Wandöffnung flankiert wird. Die scheitrechte Bogenöffnung rechts führt zu den Fragmenten eines kleineren quadratischen Raums, dessen Grundfläche etwa sechs Quadratmeter betrug. Höchstwahrscheinlich handelte es sich bei diesem kleineren Raum um eine Küche, die nach einem Foto von 1918 zwei rechteckige Fenster und eine Tür besaß. Die rundbogige Wandöffnung links des Kamins verbindet den Saal mit einem nischenartigen Anbau, der möglicherweise als Garderobe und Lagerraum für Küchenvorräte und Brennholz des Kamins diente.
Wenige Meter südöstlich der Ruine befindet sich zur Befestigung und Erweiterung des Bergplateaus eine podestähnliche Bogenkonstruktion.

## Lage und Zugang

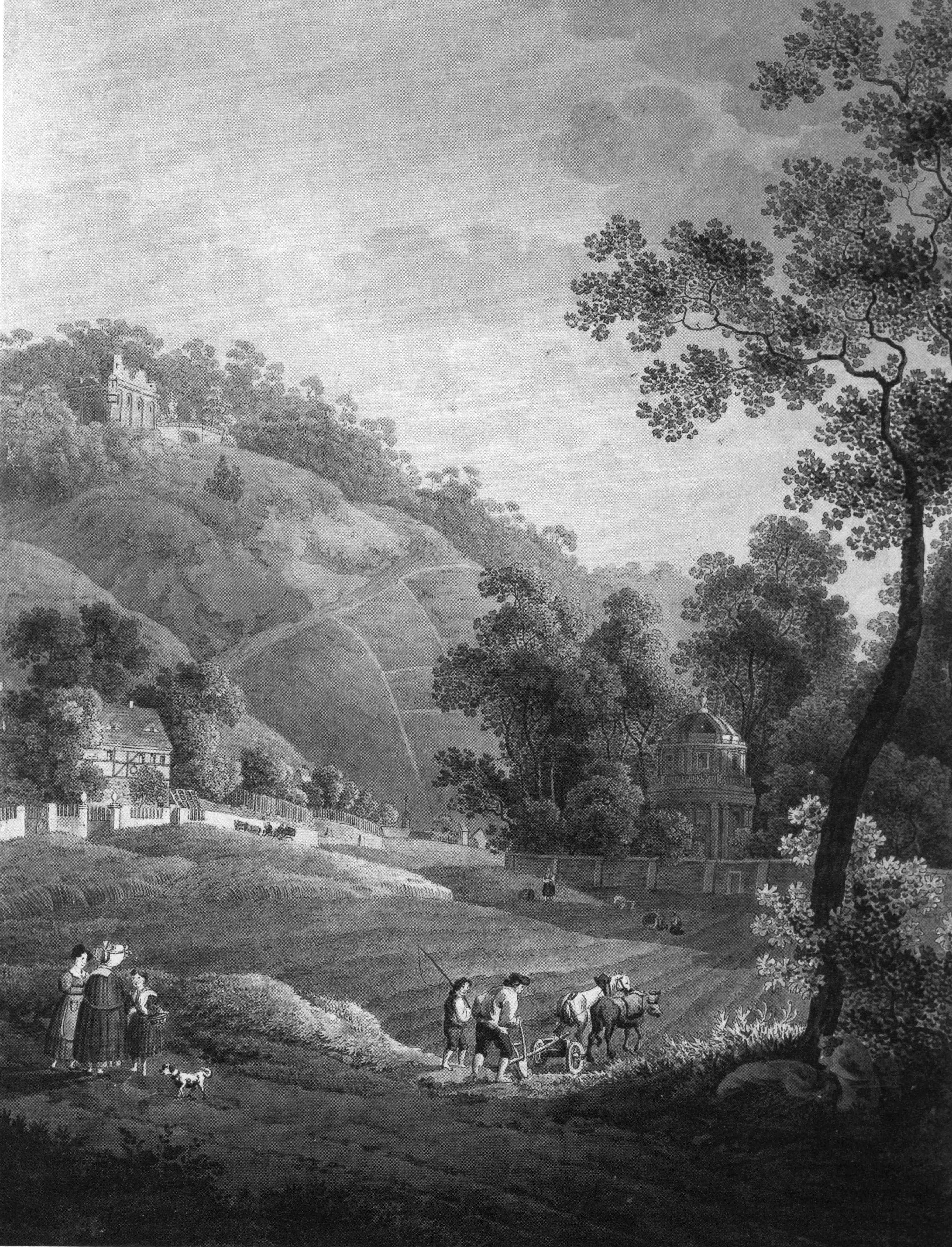
Die Ruine mit Bergpfad 1792, Zeichnung von A. Zingg

Die künstliche Ruine liegt am südwestlichen Berghang des Schlossberges über dem Friedrichsgrund, etwa 500 Meter von den Parkmauern des Schlosses Pillnitz entfernt. Zum einen ist sie durch einen Serpentinenweg erreichbar, welcher von der Ortschaft Pillnitz hinauf auf das Bergplateau führt. Ein zweiter Weg geht von der heutigen Wünschendorfer Straße ab, vorbei am Ehrendenkmal, zur Ruine. Nach einer Zeichnung von Adrian Zingg von 1792 scheint letzterer Weg der ursprüngliche Zugang gewesen zu sein, wobei die jetzige Wünschendorfer Straße damals als Bergpfad dargestellt wurde.

## Sonstiges
Im Film „Goethe!“ von Philipp Stölzl bildet die künstliche Ruine als mittelalterliche Raubritterburg den szenischen Hintergrund für eine Begegnung zwischen dem jungen Goethe und Charlotte.